# Goff’s Caye
Goff’s Caye ist eine Insel vor der Küste von Belize. Sie gehört zu den etwa 450 Inseln des Belize Barrier Reefs. Verwaltungstechnisch gehört sie zum Belize District.

## Geographie
Goff’s Caye liegt zwischen Belize City und dem größten Atoll des Belize Barrier Reef, dem Turneffe Atoll. Die Insel liegt nördlich des English Caye Channel und fast genau an der Riffkante.

## Geschichte
Goff’s Caye ist als archäologischer Fundort klassifiziert, da sich in der Frühen Neuzeit eine Fischersiedlung, ein Handelsposten und ein Friedhof auf der Insel befanden. Die Insel war in den 1960er- und 1970er-Jahren ein beliebter Ausflugsort für die einheimische Bevölkerung.

## Nutzung
Mittlerweile wird die Insel regelmäßig von Passagieren in der Nähe ankernder Kreuzfahrtschiffe besucht, für die einige Annehmlichkeiten wie eine Toilette, ein Grill und sonnengeschützte Sitzgelegenheiten installiert wurden. Von Mai 2022 bis April 2023 war die Insel wegen Renovierungsarbeiten an der Infrastruktur behördlicherseits geschlossen. Neben der touristischen Nutzung ist die Gegend auch bedeutsam als Fischgrund einheimischer Fischer.

## Flora und Fauna
Nördlich der Insel befinden sich Nahrungsgründe von Meeresschildkröten. In der Umgebung gibt es unter anderem Weißbauchtölpel, Kormorane, Seeschwalben und Fregattvögel. Rund um die Insel gibt es bedeutende Korallenpopulationen, die aber durch das Tourismusaufkommen gefährdet sind.